# Stenhelia hanstromi
Stenhelia hanstromi är en kräftdjursart som beskrevs av Lang 1948. Stenhelia hanstromi ingår i släktet Stenhelia och familjen Diosaccidae. Inga underarter finns listade i Catalogue of Life.